# Kobane Calling
Kobane Calling: o como fui parar no meio da Guerra na Siria é uma graphic novel, escrita e desenhada pelo autor Italiano Zerocalcare. Parte do trabalho foi publicado em janeiro de 2015 no Internacional semanais.
O trabalho é uma reportagem gráfica da jornada que o autor levou ao Curdistão Sírio e à fronteira entre a Turquia e a Síria, a poucos quilômetros da cidade sitiada de Kobane, entre os defensores esquerdistas da região autônoma democrática de Rojava, onde o povo tem lutado contra as forças do Estado Islâmico.

## Enredo
Na primeira parte da história em quadrinhos, Zerocalcare relata os motivos que o levou a ir para a pequena cidade de Mehser, na fronteira turco-Síria, a uma curta distância da cidade sitiada de Kobanê, que é o símbolo da independência do Rojava região autônoma, principalmente Curdo, e tem lutado contra as forças do Estado Islâmico.
O ilustrador relata os resultados de anúncio feito para seus pais de sua partida para Kobane com um grupo de Romanos voluntários para apoiar a resistência Curda e objetiva narrar o conflito com a primeira mão testemunha. A chegada e a permanência, em seguida, são tracejada em desenhos animados, com humor e dissertações típico do estilo Zerocalcare, mas com um espírito crítico para as contradições com as quais as intervenções são realizadas internacionalmente, e um forte envolvimento emocional para as pessoas conhecidas e voluntários.

## Edições
- Zerocalcare, Kobane Calling, Trans. Jamie Richards, St. Louis, MO: Lion Forge Comics, 2017, pp. 288, ISBN 1941302491.
- Zerocalcare, Kobane Calling, Internazionale, n. 1085 anno XXII, da Internazionale srl, 16 gennaio 2015, p. 33-74, ISSN 1122-2832.
- Zerocalcare, Kobane Calling, Milano, BAO Publishing, 12 aprile 2016, pp. 272, ISBN 978-88-6543-618-9.
- Zerocalcare, Kobane Calling: o como fui parar no meio da Guerra na Siria, Nemo, ISBN 8582864213, 978-8582864210
- Zerocalcare, Kobane Calling, Storyside, 15 outubro 2021, ISBN 978-91-7989-707-9

## Nota
1. 1 2  Gennaro Costanzo (15 de junho de 2015). «Kobane Calling (Internazionale 1085)». Consultado em 20 de junho de 2015
2. ↑  «Kobane Calling»